# 11. červen
11. červen je 162. den roku podle gregoriánského kalendáře (163. v přestupném roce). Do konce roku zbývá 203 dní. Svátek má Bruno a Barnabáš.

## Události

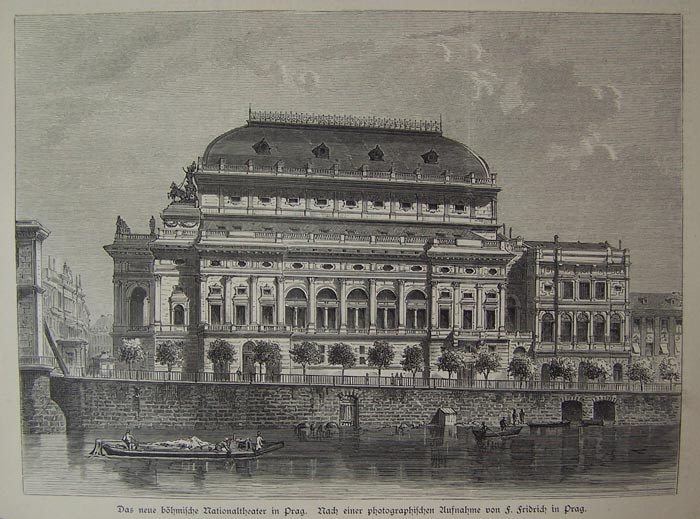
Národní divadlo Praha 1881

### Česko
- 1871 – Byl založen Spolek Vltavan.
- 1881 – Bylo poprvé otevřeno Národní divadlo premiérou Smetanovy Libuše.
- 1888 – V malém sále  Měšťanské besedy v Praze byl založen Klub českých turistů.
- 1949 – Emil Zátopek v Ostravě překonal světový rekord v běhu na 10 km.
- 1911 – Byl založen fotbalový klub FC Viktoria Plzeň.

### Svět
- 1496 – Kolumbův druhý návrat z Ameriky do Cádizu.
- 1666 – Začala čtyřdenní bitva mezi nizozemským a anglickým loďstvem.
- 1742 – Byl uzavřen Vratislavský (berlínský) mír.
- 1798 – Napoleon obsadil Maltu.
- 1901 – Nový Zéland anektoval Cookovy ostrovy.
- 1942 – Druhá světová válka: ve Středozemním moři byla zahájena operace Vigorous.
- 1955 – Při proslulém závodě 24 hodin Le Mans došlo největšímu neštěstí v historii motosportu, když v důsledku hromadné srážky zahynul jeden závodník a 83 diváků a dalších 180 lidí bylo zraněno.
- 1985 – Sovětská sonda Vega 1 se setkala s Venuší.
- 2004 – Sonda Cassini proletěla kolem Saturnova měsíce Phoebe.
- 2008 – NASA vypustila družici Fermi, aby na orbitu za pomoci detektoru záření gama studovala gama záblesky.
- 2013
  - Do vesmíru odstartovala čínská kosmická loď Šen-čou 10.
  - Řecká vláda rozhodla o pozastavení vysílání ERT (veřejnoprávní Řecký rozhlas a televize). Obnoveno bylo v červnu 2015.

## Narození
Automatický abecedně řazený seznam viz Kategorie:Narození 10. června

### Česko

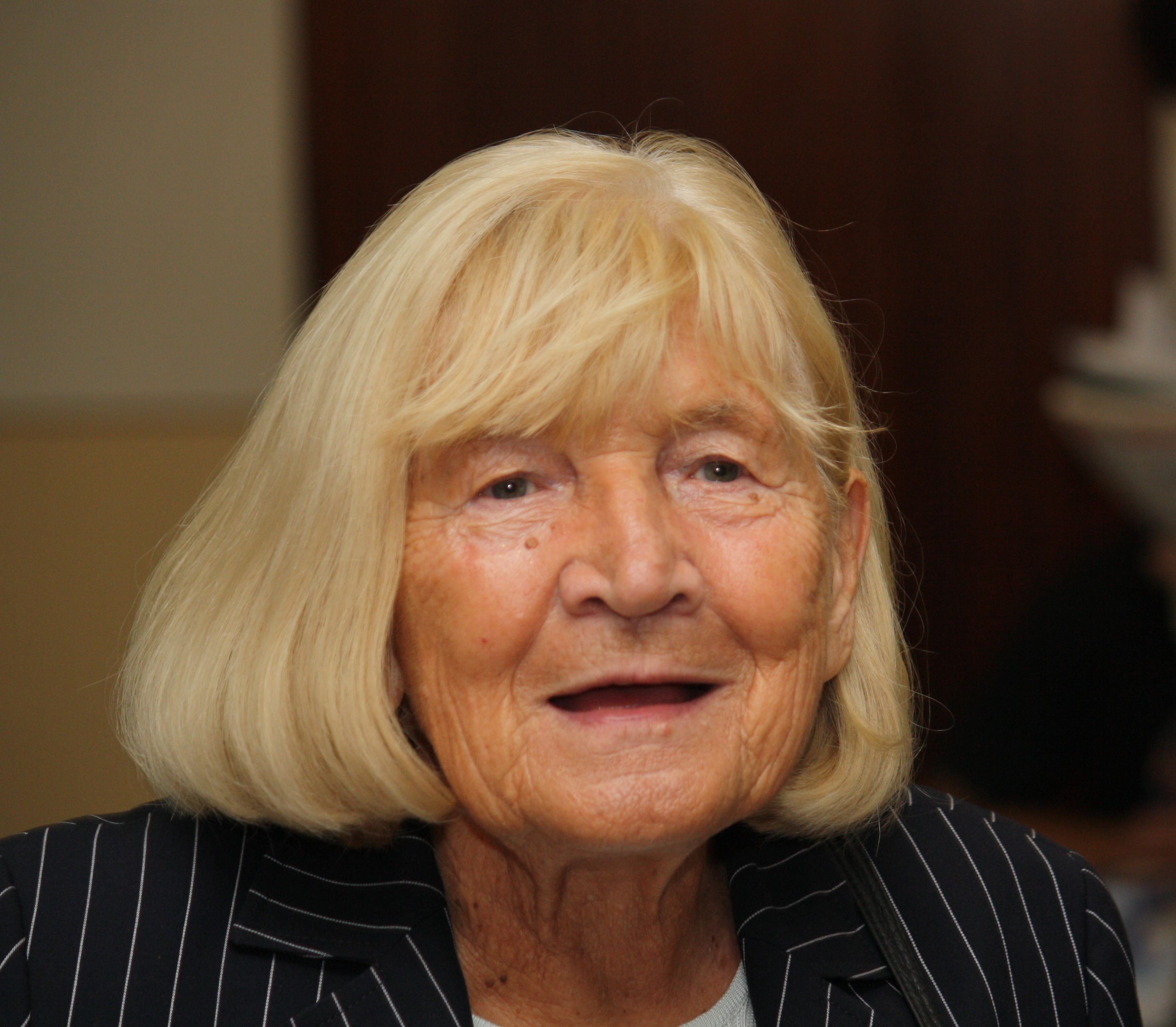
Eva Kantůrková (* 1930)

- 1815 – Antonín Porák, český lékař a politik († 6. května 1892)
- 1825 – Jan Maloch, malíř a fotograf († 15. ledna 1911)
- 1830 – Antonín Wildt, sochař († 12. dubna 1883)
- 1847 – Gustav Schreiner, předlitavský politik pocházející z Čech († 14. června 1922)
- 1857 – Václav Hübner, ředitel Národního divadla v Brně († 7. ledna 1920)
- 1860 – Antonín Šachl, československý politik († 24. února 1943)
- 1867 – Bohumil Matějka, spisovatel a historik († 11. prosince 1909)
- 1868 – Jiří Haussmann, československý soudce, státní úředník a politik († 19. července 1935)
- 1874 – Robert Nádvorník, československý politik († ?)
- 1880 – Albert Pražák, literární historik († 19. září 1956)
- 1884 – Antonín Dolenský, bibliograf, historik umění a publicista († 20. prosince 1956)
- 1888 – Rudolf Myzet, herec, režisér a scenárista († 28. listopadu 1964)
- 1893 – Ernst Mühlstein, architekt († 4. července 1968)
- 1894 – Antonín Frel, učitel, historik a spisovatel († 3. ledna 1970)
- 1898 – Anton Bruder, grafik a malíř († 17. února 1983)
- 1904 – Emil František Burian, režisér, dramatik a hudební skladatel († 9. srpna 1959)
- 1908 – Zdeněk Bažant, geomechanik, stavební inženýr, pedagog († 26. srpna 2001)
- 1910 – Bohumil Jahoda, sochař a designér († 23. prosince 1969)
- 1911 – Josef Budský, slovenský herec, divadelní režisér, zpěvák a pedagog českého původu († 31. ledna 1989)
- 1919 – Vladimír Tosek, publicista, překladatel a tlumočník († 8. prosince 1987)
- 1920 – Jiří Karen, český a esperantský básník († 30. dubna 2000)
- 1921 – Stanislav Kovář, grafik († 19. ledna 1985)
- 1924 – Bedřich Kocek, fotograf
- 1925 – Božena Srncová, sportovní gymnastka a olympijská vítězka († 30. listopadu 1997)
- 1928 – Radomír Klein Jánský, profesor lingvistiky a srovnávacích společenských věd († 8. října 2008)
- 1931 – Stanislav Litera, herec († 21. září 2003)
- 1934 – Josef Hanzal, historik, archivář († 22. června 2002)
- 1937 – Bohuslav Maršík, operní pěvec – basista († 28. května 2021)
- 1938 – Petr Kostka, herec
- 1944 – Helena Hrychová, překladatelka z angličtiny
- 1956
  - Jan Bárta, výtvarník a publicista
  - Richard Šusta, spisovatel science fiction a fantasy
- 1958 – Miroslava Šafránková, herečka
- 1960 – Petr Wolf, politik
- 1964 – Eva Dundáčková, politička
- 1977 – Monika Žídková, modelka; podnikatelka a příležitostná moderátorka
- 1983 – Dominik Graňák, slovenský hokejista
- 1984 – Štěpán Kučera, fotbalista

### Svět

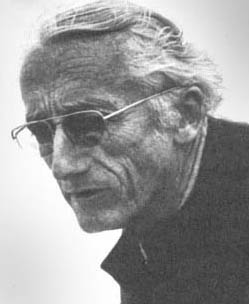
Jacques-Yves Cousteau (* 1910)

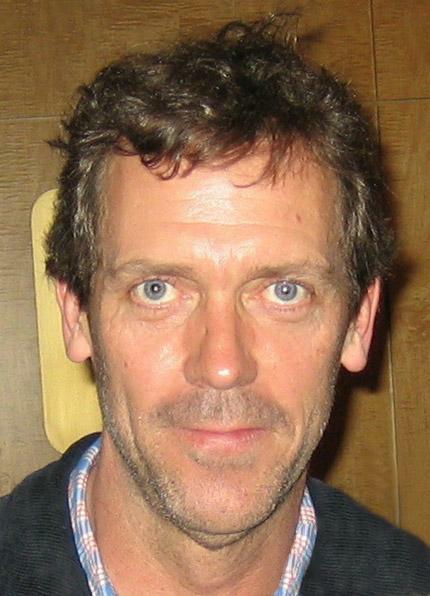
Hugh Laurie (* 1959)

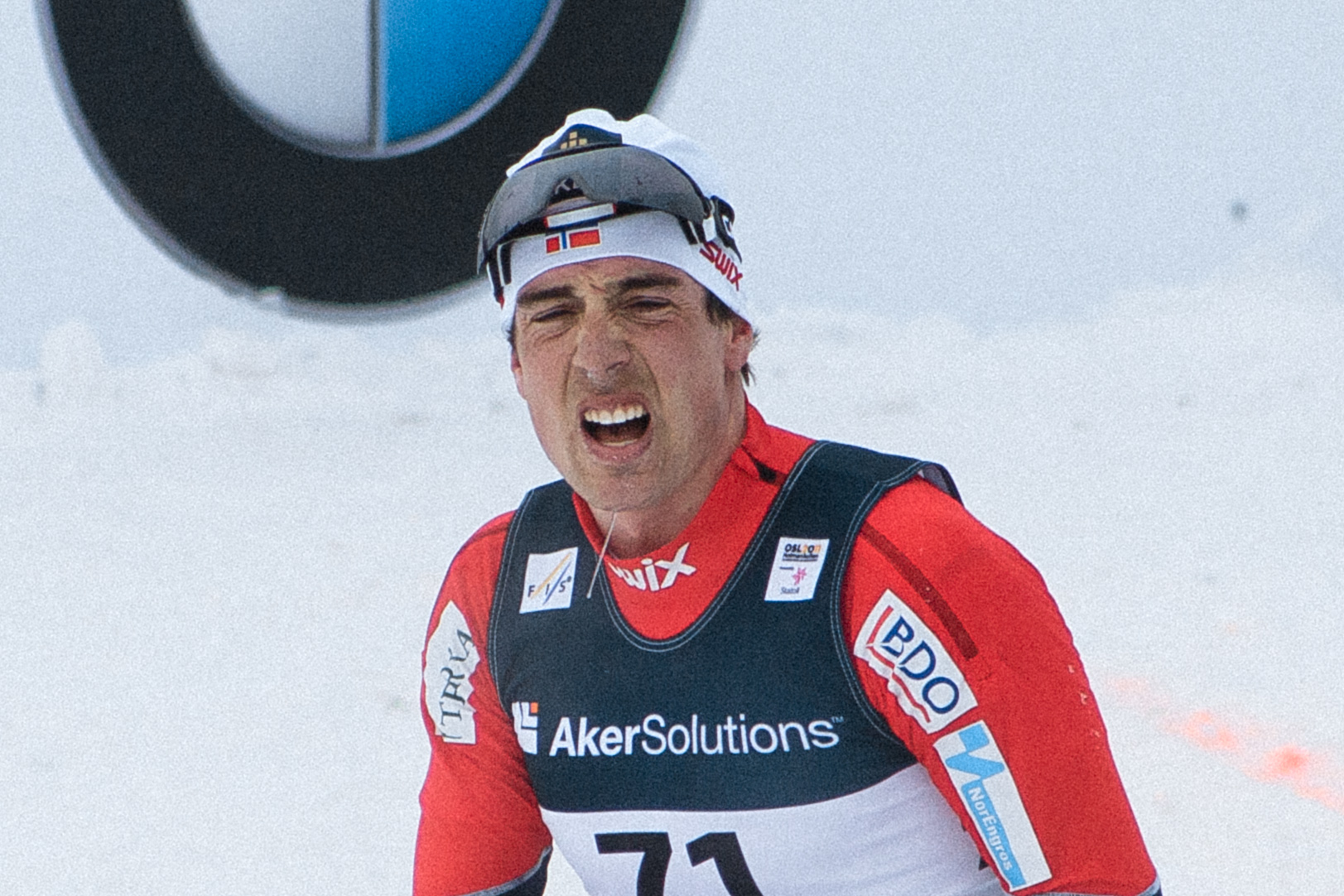
Eldar Rønning (* 1982)

- 1403 – Jan IV., brabantský vévoda († 17. dubna 1427)
- 1456 – Anna Nevillová, anglická královna jako manželka Richarda III. († 16. března 1485)
- 1564 – pokřtěn Joseph Heintz, švýcarský malíř († 15. října 1609)
- 1572 – Ben Jonson, anglický dramatik († 6. srpna 1637)
- 1704 – Carlos Seixas, portugalský hudební skladatel († 25. srpna 1742)
- 1707 – Pietro Trinchera, italský dramatik a operní libretista († 12. února 1755)
- 1726 – Marie Tereza Bourbonská, španělská infantka a francouzská dauphine († 22. července 1746)
- 1738 – Albert Kazimír Sasko-Těšínský, těšínský vévoda a mecenáš umění († 10. února 1822)
- 1767 – John Quincy Adams, šestý prezident Spojených států amerických († 23. února 1848)
- 1776 – John Constable, anglický malíř († 31. března 1837)
- 1815 – Julia Margaret Cameronová, britská fotografka († 26. ledna 1879)
- 1846 – Emil Steinbach, předlitavský státní úředník a politik († 26. května 1907)
- 1857 – Antoni Grabowski, polský inženýr chemie, esperantský propagátor, překladatel a spisovatel († 4. července 1921)
- 1864 – Richard Strauss, německý hudební skladatel a dirigent († 1949)
- 1865 – John William Madden, skotský fotbalista a trenér († 17. dubna 1948)
- 1866 – Irena Hesensko-Darmstadtská, pruská princezna († 11. listopadu 1953)
- 1867 – Charles Fabry, francouzský fyzik († 11. prosince 1945)
- 1869 – Marián Blaha, diecézní biskup banskobystrické diecéze († 21. srpna 1943)
- 1871 – Stjepan Radić, chorvatský politik († 8. srpna 1928)
- 1876 – Alfred L. Kroeber, americký antropolog, historik a lingvista († 5. října 1960)
- 1882 – Alvin Langdon Coburn, americký fotograf († 23. listopadu 1966)
- 1889 – Hugo Wieslander, švédský olympijský vítěz v desetiboji († 24. května 1976)
- 1894 – Dai Vernon, kanadský iluzionista († 21. srpna 1992)
- 1895
  - Nikolaj Alexandrovič Bulganin, sovětský politik († 24. února 1975)
  - Frank Fredrikson, kanadský hokejista, olympijský vítěz 1920 († 28. května 1979)
- 1896 – Charlotte Rudolph, německá fotografka († 2. září 1983)
- 1897 – Alexandre Tansman, polský skladatel a klavírní virtuóz († 15. listopadu 1986)
- 1901 – Jack Livesey, britský herec († 12. října 1961)
- 1902 – Ernst Wilhelm Nay, německý abstraktní malíř († 8. dubna 1968)
- 1904 – Pinetop Smith, americký jazzový klavírista († 15. března 1929)
- 1907 – Hilary Paweł Januszewski, polský kněz a mučedník († 25. března 1945)
- 1908 – Karl Hein, německý olympijský vítěz v hodu kladivem z roku 1936 († 10. července 1982)
- 1910
  - Jacques-Yves Cousteau, francouzský námořník, výzkumník, fotograf a filmař († 25. června 1997)
  - Enrique Guaita, argentinsko-italský fotbalista († 18. května 1959)
  - Joachim von Zedtwitz, rakouský lékař, zachránce Židů († 10. října 2001)
- 1911 – Peter Acht, německý historik a diplomat († 7. května 2010)
- 1915 – Saul Bellow, americký spisovatel († 5. dubna 2005)
- 1917 – Tom Davis, premiér Cookových ostrovů v letech 1978–1987 († 23. července 2007)
- 1920
  - Mahéndra, nepálský král († 31. ledna 1972)
  - Irving Howe, americký literární kritik, historik a levicový politický aktivista († 5. května 1993)
  - Shelly Manne, americký jazzový bubeník, kapelník a hudební skladatel († 26. září 1984)
- 1922
  - Erving Goffman, americký sociolog kanadského původu († 19. listopadu 1982)
  - Michalis Kakojannis, řecký filmový režisér († 25. července 2011)
- 1925 – William Styron, americký prozaik († 1. listopadu 2006)
- 1926 – Hans G. Conrad, německý fotograf a designér († 26. prosince 2003)
- 1928 – Fabiola Belgická, belgická královna († 5. prosince 2014)
- 1929 – Lennie Niehaus, americký saxofonista († 28. května 2020)
- 1933 – Gene Wilder, americký herec, režisér, scenárista a spisovatel († 29. srpna 2016)
- 1934
  - Princ Henrik, manžel dánské královny Markéty II († 13. února 2018)
  - Jerry Uelsmann, americký fotograf († 4. dubna 2022)
- 1935 – Katharina Matzová, německá herečka († 3. března 2021)
- 1937
  - David Mumford, anglický matematik
  - Robin Warren, australský patolog, Nobelova cena za fyziologii a medicínu 2005
- 1939
  - Jackie Stewart, skotský pilot Formule 1
  - Bernard Purdie, americký bubeník
- 1941 – Clyde N. Wilson, americký historik a pedagog
- 1944 – James van Hoften, americký astronaut
- 1947 – Richard Palmer-James, britský hudebník a textař
- 1949
  - Tom Pryce, britský jezdec Formule 1 († 5. března 1977)
  - Frank Beard, americký hudebník (ZZ Top)
- 1950 – Bjarne Stroustrup, dánský programátor
- 1952
  - Anote Tong, prezident Kiribati
  - Donnie Van Zant, americký rockový zpěvák a kytarista
- 1953
  - José Bové, francouzský politik, odborář, alterglobalizační aktivista
  - Věra Komisovová, sovětská sprinterka, olympijská vítězka
  - Mark Nauseef, americký bubeník
- 1954 – Alois Löser, představený komunity Taizé
- 1955 – Jurij Sedych, ukrajinský olympijský vítěz v hodu kladivem († 14. září 2021)
- 1956 – Jamaaladeen Tacuma, americký jazzový baskytarista
- 1958
  - Barry Adamson, anglický popový a rockový hudebník
  - Andrzej Karweta, velitel polského námořnictva († 10. dubna 2010)
- 1959
  - Hugh Laurie, britský herec, hudebník, spisovatel a sportovec
  - Richie Sambora, americký hudebník
- 1964 – Jean Alesi, francouzský pilot Formule 1
- 1965 – Mariusz Handzlik, polský politik a diplomat († 10. dubna 2010)
- 1978 – Joshua Jackson, americký herec
- 1982 – Eldar Rønning, norský běžec na lyžích
- 1986
  - Shia LaBeouf, americký herec a komik
  - Sebastian Bayer, německý atlet
- 1987 – Marsel İlhan, turecký tenista
- 1991 – Seydouba Soumah, guinejský fotbalový záložník
- 1994 – Jessica Foxová, australská vodní slalomářka
- 1999 – Kai Havertz, německý fotbalový záložník

## Úmrtí
Automatický abecedně řazený seznam viz Kategorie:Úmrtí 11. června

### Česko

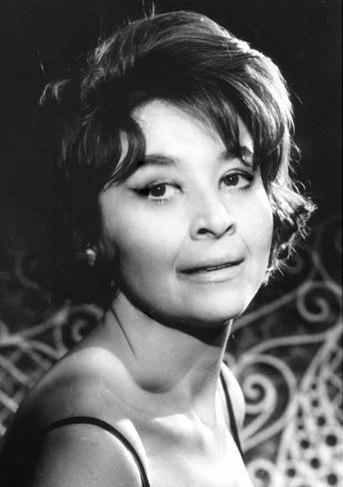
Karolina Slunéčková († 1983)

- 1017 – Thiddag, pražský biskup (* ?)
- 1732 – Adam František ze Schwarzenbergu, rakouský a český šlechtic (* 25. září 1680)
- 1837 – Antonín Langweil, tvůrce papírového Langweilova modelu Prahy (* 13. června 1791)
- 1858 – Ludvík Dietrich, hudební skladatel a kytarista (* 18. března 1803)
- 1868 – Eugen Karel Czernin z Chudenic, rakousko-český historik, topograf, velkostatkář a průmyslník (* 4. listopadu 1796)
- 1906 – František Bartoš, pedagog, jazykovědec a etnograf (* 16. března 1837)
- 1910 – Adolf Seifert, lékař, regionální historik a chmelař (* 4. března 1826)
- 1915 – Oskar Pollak, historik umění (* 5. září 1883)
- 1919 – Adolf Liebscher, malíř-figuralista (* 11. března 1857)
- 1926 – Josef Drahlovský, hudební skladatel (* 13. prosince 1847)
- 1939 – František Pavel, kladenský starosta (* 19. ledna 1869)
- 1941 – Karl Hermann Wolf, rakouský a český novinář, publicista a politik (* 27. ledna 1862)
- 1944 – Vojtěch Preissig, malíř a účastník protinacistického odboje (* 31. července 1873)
- 1945 – František Teplý, archivář a regionální historik (* 5. února 1867)
- 1951 – Alžběta Dobřenská z Dobřenic, česká šlechtična (* 7. prosince 1875)
- 1960 – Břetislav Štorm, architekt a grafik (* 21. června 1907)
- 1963 – Lev Prchala, generál a exilový politik (* 23. března 1892)
- 1971
  - Břetislav Chrastina, příslušník výsadku Spelter (* 25. května 1901)
  - Rudolf Faukner, jeden z prvních českých autorů sci-fi (* 12. prosince 1889)
- 1983 – Karolina Slunéčková, herečka (* 8. dubna 1934)
- 1984 – Bedřich Rozehnal, architekt (* 2. června 1902)
- 1987 – Eduard Hofman, tvůrce animovaných filmů (* 16. května 1914)
- 1988 – Miroslav Příhoda, varhaník a hudební skladatel (* 20. října 1912)
- 1990 – Oldřich Nejedlý, československý fotbalista (* 26. prosince 1909)
- 1993 – Karel Effa, herec (* 23. května 1922)
- 1997 – Bohuslav Čáp, herec (* 26. října 1925)
- 2005 – Miroslav Krejča, herec a spisovatel (* 1. července 1931)
- 2008 – Miroslav Dvořák, československý hokejista (* 11. října 1951)
- 2011 – Vladimír Ryneš, pilot (* 2. červen 1943)
- 2013 – Jan Kašpar, herec (* 6. září 1952)
- 2022 – Stanislav Fišer, divadelní a filmový herec (* 14. prosince 1931)

### Svět

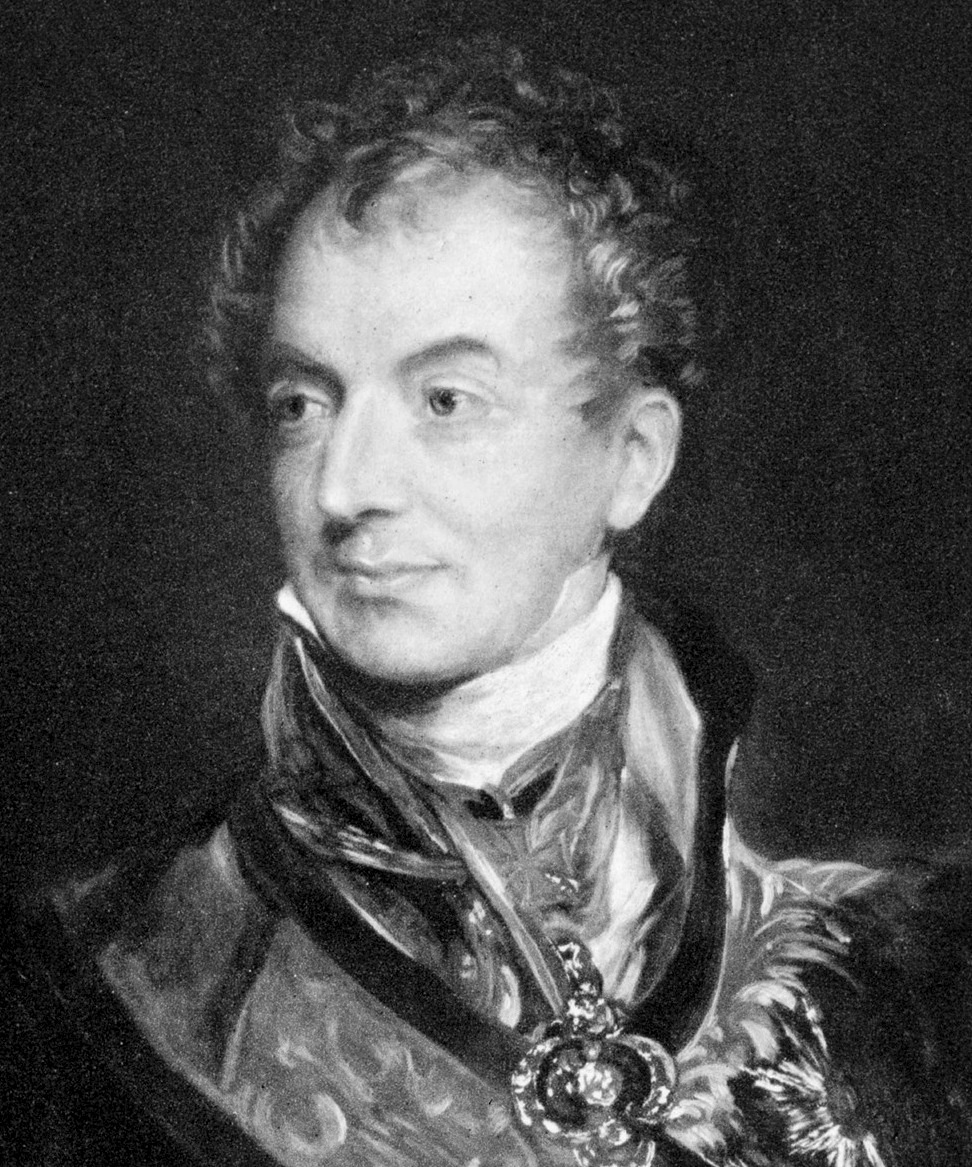
Klemens Wenzel von Metternich († 1859)

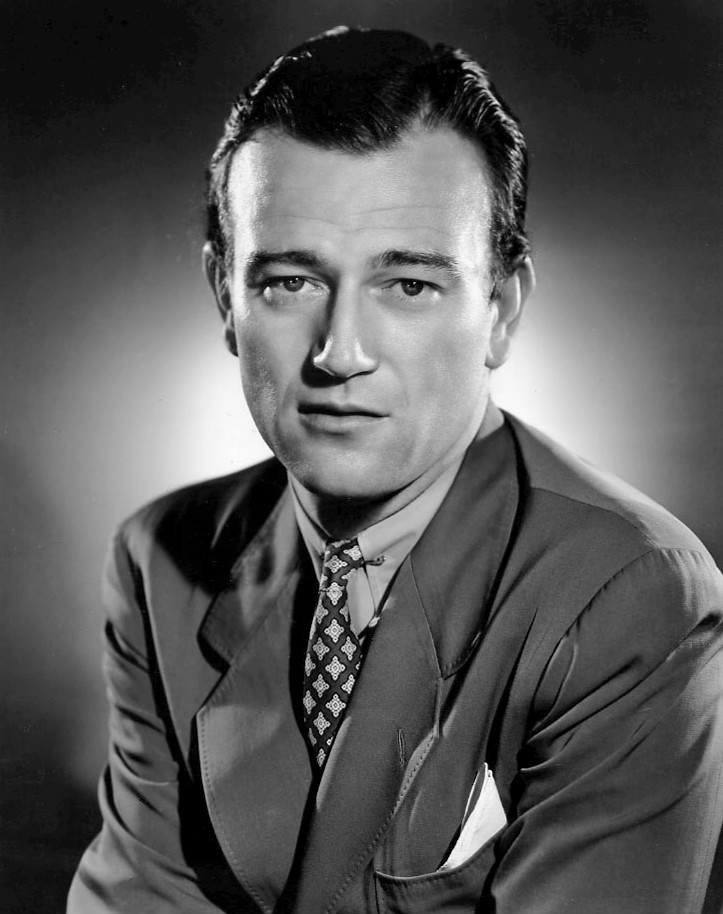
John Wayne († 1979)

- 1183 – Jindřich Mladík, anglický král (* 28. února 1155)
- 1364 – Anežka Habsburská, uherská královna (* 1280)
- 1402 – Klaus Störtebeker, slavný pirát v oblasti Baltského a Severního moře (* kolem 1360)
- 1479 – Svatý Jan González de Castrillo, kněz augustiniánského řádu (* 1430)
- 1488 – Jakub III. Skotský, král skotský (* 10. července 1451)
- 1557 – Jan III. Portugalský, portugalský král (* 6. června 1502)
- 1560 – Marie de Guise, skotská královna (* 22. listopadu 1515)
- 1615 – Moričika Čósokabe, japonský samuraj (* 1575)
- 1661 – Jiří II. Hesensko-Darmstadtský, německý šlechtic a lankrabě (* 17. března 1605)
- 1712 – Louis Joseph de Bourbon, vévoda z Vendôme, francouzský vojevůdce (* 1. července 1654)
- 1727 – Jiří I., britský král (* 28. května 1660)
- 1816 – Charles Pierre François Augereau, vévoda a francouzský vojevůdce (* 11. listopadu 1757)
- 1825 – Daniel D. Tompkins, americký politik (* 21. června 1774)
- 1828 – Dugald Stewart, skotský osvícenský filozof a matematik (* 22. listopadu 1753)
- 1845 – Karl Julius Perleb, německý přírodovědec (* 20. května 1794)
- 1847 – John Franklin, anglický námořní kapitán a polární objevitel (* 15. dubna 1786)
- 1859 – Klemens Wenzel von Metternich, kníže a rakouský kancléř (* 15. května 1773)
- 1864 – Miguel Gómez Damas, španělský generál (* 5. června 1785)
- 1868
  - August Sicard von Sicardsburg, rakouský architekt (* 6. prosince 1813)
  - James Brooke, britský dobrodruh, rádža ze Sarawaku (* 29. dubna 1803)
- 1876
  - Ludwig von Holzgethan, ministr financí Rakouského císařství (* 1. října 1810)
  - Neşerek Kadınefendi, konkubína osmanského sultána Abdulazize (* 1848)
- 1879 – Vilém Oranžský, nizozemský následník trůnu (* 4. září 1840)
- 1897 – Henry Ayers, premiér Jižní Austrálie (* 1. května 1821)
- 1913 – Mahmud Ševket Paša, osmanský generál (* ? 1856)
- 1914 – Adolf Fridrich V. Meklenbursko-Střelický, meklenbursko-střelický velkovévoda (* 22. července 1848)
- 1934 – Lev Vygotskij, sovětský psycholog (* 17. listopadu 1896)
- 1936 – Robert E. Howard, americký spisovatel (* 22. ledna 1906)
- 1937 – Jona Jakir, komunistický politik, sovětský vojenský velitel a teoretik (* 3. srpna 1896)
- 1938 – Lajos Tihanyi, maďarský a francouzský malíř (* 29. října 1885)
- 1945 – Elijahu Golomb, zakladatel a vůdce židovské podzemní vojenské organizace Hagana (* 2. března 1893)
- 1946 – Andrej Bródy, karpatoruský politik a pedagog (* 2. července 1895)
- 1953 – Marcel Herrand, francouzský filmový a divadelní herec, režisér (* 8. října 1897)
- 1962 – Józef Berger, luterský duchovní (* 14. března 1901)
- 1963
  - Medgar Evers, americký bojovník za práva černochů – podlehl atentátu (* 2. července 1925)
  - Thích Quảng Đức, mnich, který se upálil v roce 1963 v Saigonu (* 1897)
- 1964
  - Adléta Šlesvicko-Holštýnsko-Sonderbursko-Glücksburská, kněžna ze Solms-Baruth (* 19. října 1889)
  - Werner Heuser, německý malíř (* 11. listopadu 1880)
- 1965 – Jan Gawlas, polský hudební skladatel (* 27. prosince 1901)
- 1967 – Wolfgang Köhler, německý psycholog (* 21. ledna 1887)
- 1970 – Alexandr Fjodorovič Kerenskij, ruský politik a právník (* 4. května 1881)
- 1974
  - Jozef Horák, slovenský spisovatel (* 30. ledna 1907)
  - Julius Evola, italský filosof a spisovatel (* 9. května 1898)
- 1979 – John Wayne, americký herec (* 26. května 1907)
- 1980
  - Dmitrij Baltermanc, sovětský novinářský fotograf (* 13. května 1912)
  - Ángel Sanz-Briz, španělský diplomat, zachránce Židů (* 28. srpna 1910)
- 1981 – Maria Czapska, polská hraběnka, spisovatelka a literární historička (* 6. února 1894)
- 1982 – Anatolij Solonicyn, sovětský divadelní a filmový herec (* 30. srpna 1934)
- 1987 – Adolf Gawalewicz, polský právník, spisovatel (* 2. září 1916)
- 1988 – Giuseppe Saragat, 5. prezident Itálie (* 19. září 1898)
- 1990 – Vaso Čubrilović, srbský historik s minulostí atentátníka (* 14. ledna 1897)
- 1999 – DeForest Kelley, americký herec (* 20. ledna 1920)
- 2000 – Alojz Habovštiak, slovenský archeolog (* 9. května 1932)
- 2001 – Timothy McVeigh, americký terorista (* 23. dubna 1968)
- 2010 – Janko Smole, slovinský bankéř, finančník a politik (* 1921)
- 2012 – Ann Rutherford, kanadsko-americká herečka (* 2. listopadu 1917)
- 2013 – Robert Fogel, americký historik hospodářství, Nobelova cena 1993 (* 1. července 1926)
- 2014 – Ruby Dee, americká herečka (* 27. října 1922)
- 2015 – Ornette Coleman, americký jazzový saxofonista a skladatel (* 9. března 1930)
- 2016 – Christina Grimmie, americká zpěvačka a youtuberka (* 12. března 1994)
- 2024 – Françoise Hardyová, francouzská zpěvačka (* 17. ledna 1944)

## Svátky

### Česko
- Bruno
- Barnabáš
- Flóra, Florentýn, Florentýna, Florián
- Mabel, Mabela

### Svět
- Slovensko: Dobroslava
- Havaj: Kamehameha I. day
- Nepál: Královy narozeniny
- Paraguay: Chaco Peace Day
- Libye: Den americké evakuace
- Dánsko: Narozeniny prince Henrika
- Brazílie: Den námořnictva

### Liturgický kalendář
- Sv. Barnabáš

## Pranostiky

### Česko
- O svatém Barnabáši bouřky často straší.
- Prší-li na Barnabáše – úroda na vinicích.
- Plačtivý Barnabáš – úroda na vinicích.
- Prší-li na svatého Barnabáše – padají hrozny do koše.
- Svatý Barnabáš na trávu nezapomíná, on nejdelší den i trávu mívá.

| 11. červen v pražském KlementinuÚdaje jsou platné k 29. 4. 2025. | 11. červen v pražském KlementinuÚdaje jsou platné k 29. 4. 2025. | 11. červen v pražském KlementinuÚdaje jsou platné k 29. 4. 2025. |
| minimum                                                          | denní průměr                                                     | maximum                                                          |
| ---------------------------------------------------------------- | ---------------------------------------------------------------- | ---------------------------------------------------------------- |
| 7,2 °C (1881)                                                    | 17,3 °C (od 1961)                                                | 33,5 °C (2000)                                                   |